# Hakataramea
Hakataramea is een landelijk dorp in de regio Canterbury op het Zuidereiland van Nieuw-Zeeland op de noordelijke oever van de Waitaki River.

## Geschiedenis
Het gebied in en rond Hakataramea is gehuurd door de New Zealand and Australia Land Company in ongeveer 1860 en de eerste nederzettingen werden gebouwd eind 1878. Op 7 november 1881, werd een gecombineerde trein- en verkeersbrug van Kurow naar Hakataramea over de Waitaki River geopend. De 1,76 km lange lijn tussen Kurow en Hakataramea sloot op 14 juli 1930. Over de brug loopt nu highway 82.